# Міжнародні води

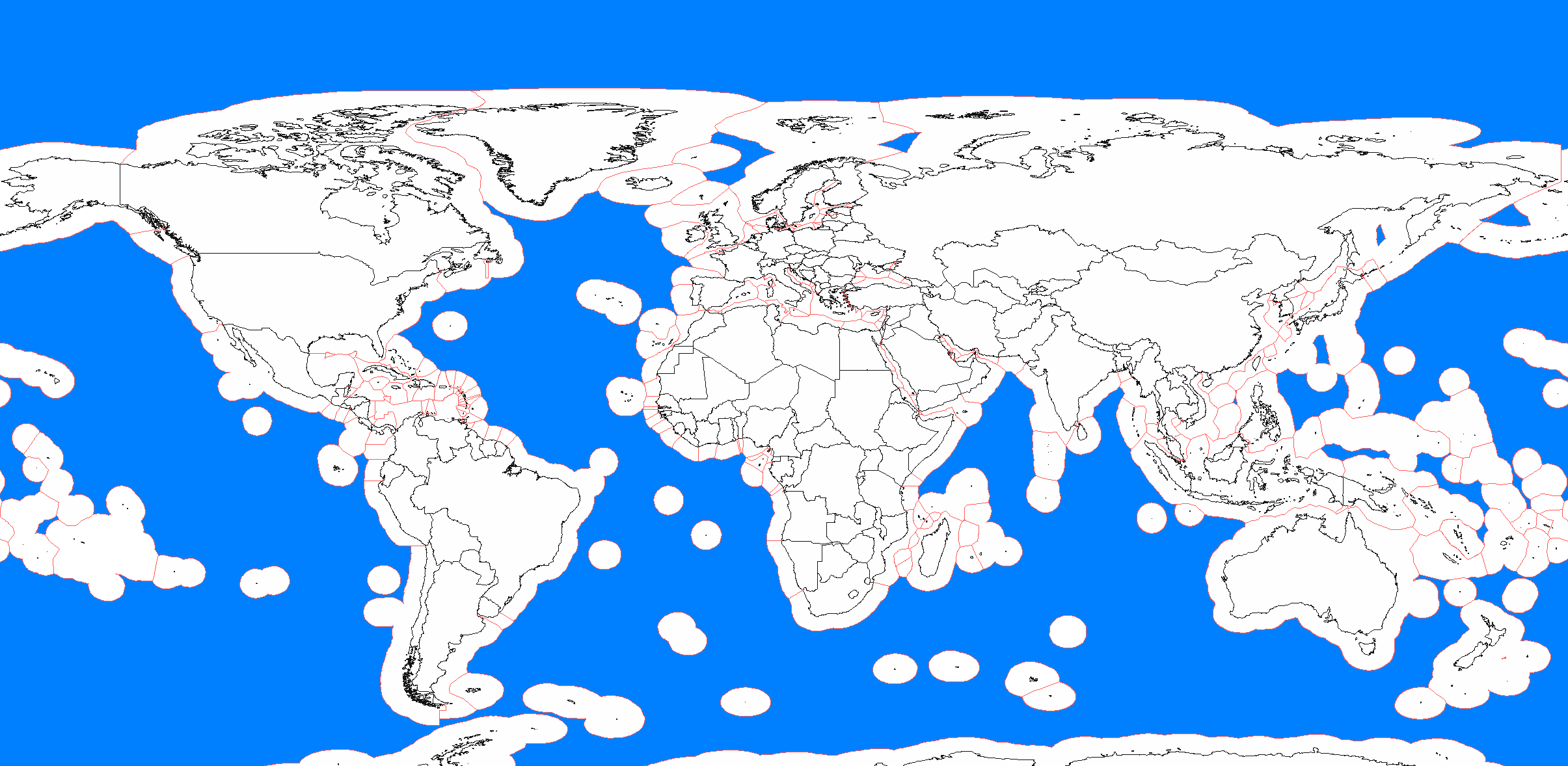
Міжнародні води позначені блакитним

Міжнародні води або Міжкордонні води — термін, що застосовується у випадках, коли який-небудь з наступних видів водойм (або їх водозбірних басейнів) знаходиться за межами державних кордонів: океани, великі морські екосистеми, замкнені або напівзамкнені регіональні моря й естуарії річок, річки, озера, підземні системи (водоносних горизонтів), а також водно-болотні угіддя.
Океани, моря та води за межами дії національної юрисдикції, є так званим відкритим морем (міжнародні води) або лат. Mare liberum. Відкрите море — морські простори, що знаходяться ззовні територіальних, архіпелагових або внутрішніх вод якоїсь держави і у вільному й рівному користуванні усіх країн на засадах міжнародного права. Інколи називаються нейтральними водами, але цей термін не затвердився в термінології міжнародного права.

## Міжнародні водні шляхи
Ряд міжнародних договорів встановили свободу судноплавства в морі.
- Копенгагенська конвенція 1857 року відкрила доступ до Балтійського моря шляхом Зундської протоки і зробила прохід данськими протоками безкоштовним для всіх військових та комерційних суден.
- Ряд конвенцій відкрили Босфор і Дарданелли для судноплавства. Прийнята пізніше Конвенція Монтре про режим турецьких проток, зберігає їхній статус міжнародного водного шляху.

Інші міжнародні договори, відкрили річки, які не є традиційно міжнародними водними шляхами.
- Дунай був інтернаціоналізований країнами, що не мають виходу до моря, Австрією, Угорщиною та колишньою Чехословаччиною (зараз лише Словаччина має доступ до Дунаю). Тепер південь Німеччини має безпечний доступ до Чорного моря (Німеччина сама має ще доступ до Північного та Балтійського моря).

## Спірні міжнародні води

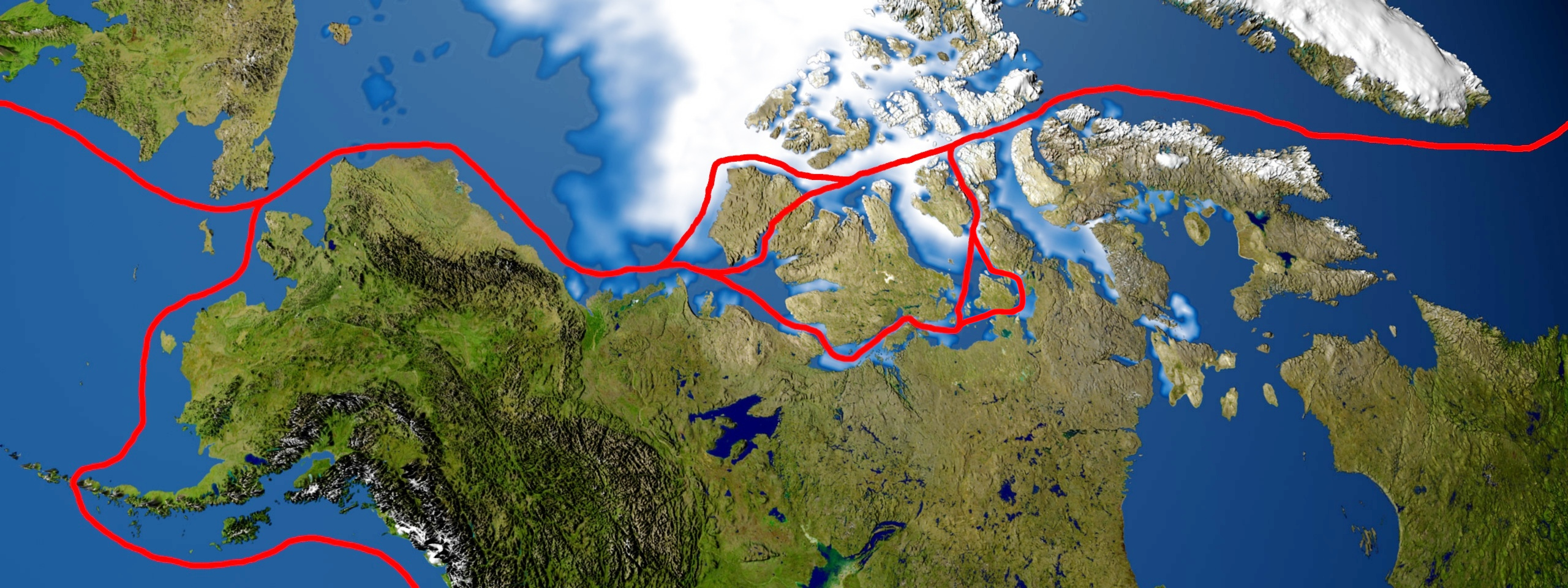
Північно-Західний прохід

Поточні невирішені суперечки з приводу належності до поняття міжнародні води:
- Північний Льодовитий океан: В той час як Канада, Данія, Росія та Норвегія схиляються до розподілу його вод на сектори «національних» або «внутрішніх вод», Сполучені Штати та більшість країн Європейського союзу офіційно схиляються до віднесення всього регіону до міжнародних вод (див. Територіальні претензії в Арктиці та Північно-Західний прохід).

### Угоди з міжнародних вод

#### Загальні угоди
- Міжнародна база даних за договорами прісної води
- Щорічник міжнародного співробітництва з питань довкілля та розвитку морського середовища, морських живих ресурсів та прісної води.
- 1972 Лондонська конвенція про запобігання забрудненню моря скидами відходів та іншими матеріалами[2]
- 1973 Лондонська Міжнародна конвенція із запобігання забруднення з суден МАРПОЛ
- 1982 Конвенція з морського права Організації Об'єднаних Націй (UNCLOS)
- 1997 Конвенція про право несудноплавних видів використання міжнародних водотоків Організації Об'єднаних Націй (CIW) — не ратифікована
- Договір про транскордонні ґрунтові води, The Bellagio Draft Treaty
- Інші глобальні конвенції та договори з відповідними наслідками стосовно міжнародних вод:
  - 1971 Рамсарська конвенція стосовно болотних угідь[3]
  - 1992 Конвенція про біорізноманіття (CBD), особливо в статтях XII–XIII, у відношенні транскордонних водних екосистем.

#### Регіональні угоди
Є щонайменше десять конвенцій, які включені в Регіональну Морську програму ЮНЕП:
1. Атлантичного узбережжя Західної та Центральної Африки (Абіджанська конвенція, 1984);
2. Північно-східної частини Тихого океану (Антігуаська конвенція);
3. Середземномор'я (Барселонська конвенція);
4. Карибського басейна (Картахенська конвенція);
5. Південно-східної частини Тихого океану (Лімська конвенція, 1986);
6. Південної частини Тихого океану (Нумейська конвенція);
7. Східно-африканського узбережжя (Найробська конвенція, 1985);
8. Регіон Кувейту (Кувейтська конвенція);
9. Червоне море, і Аденська затока (Джиддська конвенція).

Вирішенням регіональних проблем прісної води займається Гельсінкська Конвенція з охорони та використання транскордонних водотоків і міжнародних озер (ЄЕК ООН /Гельсінська Конвенція з вод)

#### Угоди з конкретних водойм
- Балтійське море (Ґельсінська конвенція із захисту морського середовища району Балтійського моря, 1992)
- Чорне море (Бухарестська конвенція, 1992), див також Комісія з Чорномого моря;
- Каспійське море (Рамкова Конвенція із захисту морського середовища Каспійського моря, 2003)
- Озеро Танганьїка (Конвенція зі сталого управління озера Танганьїка, 2003)

### Установи з регулювання Міжнародних вод

ООН

Міжнародна морська організація

ЮНЕСКО

ЮНЕП

ФАО

#### Установи з прісних вод
- Міжнародна гідрологічна програма ЮНЕСКО (IHP)
- Міжнародна спільна комісія між Канадою та США (IJC-CMI)
- Міжнародна мережа водогосподарських організацій (INBO)
- Міжнародний проект з розподілу й управління ресурсами водоного горизонту (ISARM)
- Міжнародна Водна Комісія з встановлення кордону між Мексикою та Сполученими Штатами (IWBC)
- Міжнародний інститут управління водними ресурсами (IWMI)
- Всесвітній союз охорони природи Ініціативи з охорони природи й вод (WANI)

#### Морські установи
- Міжнародна морська організація (IMO)
- Міжнародний орган з морського дна
- Міжнародна комісія з китів
- ЮНЕП Регіональна Морська програма
- Міжурядова океанографічна комісія ЮНЕСКО (IOC)
- Міжнародний інститут океану (IOI)
- Всесвітній союз охорони природи Глобальна Морська програма(GMP)